# Marco Minucio Rufo (console 110 a.C.)
Marco Minucio Rufo (latino: Marcus Minucius Rufus) (fl. II secolo a.C.) è stato un politico romano.

## Biografia
Fu eletto console nel 110 a.C. ed ebbe come collega Spurio Postumio Albino. Dopo il consolato ottenne la Macedonia come provincia. Combatté con successo contro i barbari della Tracia e, al suo ritorno a Roma, gli fu tributato il trionfo per le sue vittorie contro gli scordisci ed i triballi.
È ricordato, inoltre, per la costruzione della Via Minucia (una variante della Via Appia antica) e della Porticus Minucia, nei pressi del Circo Flaminio.